# Govern Militar de Barcelona
El Govern Militar de Barcelona és un edifici situat a la confluència del passeig de Colom amb la plaça del Portal de la Pau, catalogat com a bé amb elements d'interès (categoria C). En l'actualitat alberga la Prefectura d'Intendència del Ministeri de Defensa.

## Història
El 1855 es va construir l'anomenat Parc d'enginyers en els terrenys de l'antic convent de Sant Francesc, enderrocat el 1837.
El 1927, l'enginyer militar Josep Sans i Forcadas, amb l'ajut de Pompeu Martí i sota la supervisió de l'arquitecte Adolf Florensa, va projectar un nou edifici d'estil neoclàssic que imitava la Llotja de Mar per allotjar dependències del Ministeri de la Guerra.

## Descripció
Es tracta d'un edifici a quatre vents i planta gairebé rectangular, organitzat al voltant de dos patis. Les façanes estan adornades amb columnes estriades, capitells corintis, timpans esculpits, balustrades i altres elements característics del monumentalisme classicista, característic dels edificis oficials de l'època. La balustrada del coronament té escultures al·legòriques de formigó, obra de Felipe Coscolla.